# Самусенко, Александра Григорьевна
Алекса́ндра Григо́рьевна Самусе́нко (бел. Аляксандра Рыгораўна Самусенка; 14 октября 1922, Святое, Гомельская губерния — 3 марта 1945, Сулишевице, Западно-Поморское воеводство) — советский офицер связи, капитан. Во время Великой Отечественной войны являлась командиром танка Т-34. По некоторым сведениям, единственная женщина-танкист в 1-й гвардейской танковой армии и единственная женщина, занимавшая должность заместителя командира танкового батальона.

## Биография
Родилась 14 октября 1922 года в деревне Святое (ныне — деревня Кирово Жлобинского района Гомельской области).
Воспитанница в частях РККА с 12 лет (согласно наградному листу — с 1935 года). Принимала участие в советско-финской войне 1939-40 годов. Ю. А. Жуков в книге «Люди сороковых годов. Записки военного корреспондента» утверждает, что Александра Самусенко также воевала в Испании, что опровергается в книге писателя-фронтовика Ф. А. Гарина; к тому же, это было бы невозможно и в силу её возраста.
Великую Отечественную войну начинала рядовым-пехотинцем (призвана Читинским РВК). Написала письмо Председателю Президиума Верховного Совета СССР М. И. Калинину с просьбой посодействовать ей при поступлении в танковое училище. Успешно его окончила.
С октября 1941 года воевала на Брянском, Западном и Воронежском фронтах. Трижды ранена, в том числе один раз — тяжело. Офицер связи 97-й танковой бригады гвардии старший лейтенант А. Г. Самусенко принимала участие в Курской битве. За проявленную смелость и решительность в период с 19 по 28 июля 1943 года награждена орденом Красной Звезды (28 июля 1943).
В 1945 году гвардии капитана А. Г. Самусенко перевели офицером связи в штаб 1-й гвардейской танковой бригады, в составе которой она приняла участие в Львовско-Сандомирской операции. По некоторым сведениям, была назначена заместителем командира 1-го танкового батальона 1-й гвардейской танковой бригады.
В феврале 1945 года в расположение части вышел американец, сержант Джозеф Байерли, в третий раз бежавший из немецкого плена. Он уговорил гвардии капитана А. Г. Самусенко не отправлять его в тыл. Впоследствии его опыт пригодился в батальоне, который был оснащён в том числе американскими танками «Шерман». Джозеф Байерли считается одним из двоих солдат, воевавших в американской и в советской армиях (другой — Владимир Куц). Джозеф Байерли — отец Джона Байерли, бывшего в 2008—2011 годах послом США в России.
Умерла от ран 3 марта 1945 года в деревне Цюльцефитц (ныне Сулишевице) около города Лобез (ныне Западно-Поморского воеводства в Польше). Перезахоронена на центральной площади города Лобез (ныне Польша).

## Награды и звания
- Орден Отечественной войны I степени (27 марта 1943)[12]
- Орден Красной Звезды (28 июля 1943)[6]
- Орден Отечественной войны II степени (10 апреля 1945, посмертно)[13]

## Память
- В честь А. Г. Самусенко в краеведческом музее «Память» средней школы в агрогородке Кирово Жлобинского района Гомельской области размещена экспозиция.

### Сноски
1. ↑  «Байерли повезло: политрук танкового батальона понимал немного по-английски. Он помог ему объясниться с командиром — крутой женщиной в майорских погонах, потерявшей в войну мужа и всю семью. Хотя в памяти Джозефа она сохранилась навечно символом всего горя, выпавшего в войну на долю советского народа, и всей стойкости духа и мужества, проявленного советскими людьми, запомнить её имя оказалось выше его сил. Так Байерли её и называл — „Майор“, так „Майором“ она в его в памяти и осталась на всю жизнь. Потом, в 1980-х и 1990-х, Джозеф и его сын Джон пытались найти этот батальон и его командира, но безуспешно — война смыла все следы.» — Цитата по: Юрий Захарович. Мой американский товарищ. Архивная копия от 17 октября 2018 на Wayback Machine (недоступная ссылка — история)